# 포항 중성리 신라비
포항 중성리 신라비(浦項 中城里 新羅碑)는 대한민국 경상북도 경주시, 국립경주문화재연구소에서 소장하고 있는 신라시대에 만들어진 비석이다. 신사년에 제작되어 501년(지증왕 2년) 혹은 441년(눌지 마립간 21년)에 제작된 것으로 여겨진다. 2012년 2월 22일 대한민국의 보물 제1758호로 지정되었다가, 2015년 4월 22일 대한민국의 국보 제318호로 승격되었다.

## 발견 경위
중성리 신라비는  2009년 5월 11일에 처음 발견되었다. 당시 포항시에서 도로 공사를 하며 나온 돌들을 공사장 한곳에 모아두었는데, 공사장 부근인 포항시 흥해읍 학성리에 거주중인 김헌도(金憲道, 1963년생)가 화분 받침대로 쓰고자 이 돌을 가져오고자 했다. 이틀 후에 포크레인으로 약 10여미터 거리의 집에 가지고 왔는데, 묻은 흙이 비에 씻겨지며 글자가 드러나 경북매일에 근무하는 지인에게 신고하였다.

## 발견 장소
비의 발견 지점은 경상북도 포항시 흥해읍 중성리 167-1번지(흥해로 82번길 14 인근), 흥해중앙교회 부근이다. 흥해읍은 신라 때 퇴화군(退火郡)이었는데, 경덕왕대에 이름을 의창군(義昌君)으로 고친 뒤 고려대에 흥해군(興海君)으로 다시 바뀐 후 지금까지 그 이름이 이어진다. 1914년에는 행정구역개편으로 흥해면(興海面)이 되었고, 1983년에 흥해읍(興海邑)으로 바뀌었다. 그리고 1995년에 행정구역을 조정한 결과 영일군이 포항시에 포함되었다.
흥해읍은 주변이 산으로 둘러싸인 분지에 위치한다. 분지 중심에는 서쪽에서 발원한 곡강천(曲江川)이 흘러 동해에 이른다. 흥해읍과 그 주변 지역에는 청동기시대부터 유적이 형성되기 시작하여 이후 성곽, 고분 유적이 다수 등장한다.
비가 발견된 곳은 포항 냉수리 신라비가 발견된 신광면에서 동쪽으로 약 8 ~ 9 km 떨어져 있다. 흥해읍성 동북쪽 모서리로 추정되는데, 해자 바깥 지점이기도 하다. 예전에 작은 실개천이 흐르는 저습지였던 것을 복토한 곳이다.
비의 원래 위치는 논란이 있다. 비가 발견된 후 3차례 걸쳐 그 주변을 정밀조사 했지만 비의 조각이나 비와 관련된 시설을 찾지 못했다. 이러한 점을 토대로 발견 장소가 원래 위치는 아니었다고 보기도 하나, 비의 상태와 발견 지점의 특징으로 볼 때 발견지와 건립지가 일치하지 않더라도 서로 멀지 않았을 것이라는 견해도 있다. 즉, 비의 상태가 전반적으로 양호하기 때문에 오랫동안 서 있었고, 묻힌 이후 계속 그 상태를 유지했다는 것이다. 더불어, 비에 등장하는 분쟁 내용으로 볼 때 건립지는 행정 거점보다 분쟁과 연관된 지역이었을 가능성이 제기된다.

## 가치
포항 중성리 신라비에 대한 여러 학자들의 연구를 종합해 보면 이 비는 신라사 연구에 획기적인 자료이다. 이 비의 발견 장소가 포항 냉수리 신라비 발견 장소로부터 8.7km 밖에 되지 않는 가까운 거리인 데다, 비문의 내용 또한 유사점이 많다는 데 주목하지 않을 수 없다. 다시 말하면, 지방민이 관여된 재산과 관련하여 분쟁이 있었다는 점, 이들 분쟁에 대해 신라의 지배층들이 합동으로 판결을 내리고 있었다는 점, 판결 이후 이들 문제에 대한 앞으로의 재발 방지를 명시하고 있었다는 점 등의 유사성이 있고, 그리고 관직명과 관등 표기의 유사성 및 포항 냉수리 신라비에 나타나는 인물과 동일인이라고 추정되는 인명 등을 확인할 수 있다는 점에서, 당시 신라의 정치적, 경제적 문화내용을 연구ㆍ확정 지을 수 있는 중요한 자료가 될 수 있다는 점에서 그 역사적, 학술적 가치가 매우 크다.
특히 이 비는 지금까지 발견된 신라비 중에서 그 연대가 가장 앞선 비일 가능성이 매우 높아 신라의 서예사를 연구하는 데 획기적인 자료가 될 것이다. 우선 문장 기술이 능숙하거나 세련되지 못한 점으로 보아 당시 신라에서는 중국의 한문(漢文)이 크게 보편화되지 않았음을 추정해 볼 수 있으며, 또한 비문의 서체로 보아 중국의 한(漢)나라 또는 위진(魏晉)시대 서예의 영향을 크게 받지 않고 있었음을 추정해 볼 수 있겠다. 이 비의 서체를 굳이 중국의 서예 발전의 과정 상에서 비추어 본다면, 소전(小篆)으로부터 예서(隸書)로 이행되어 가는 과정 상의 고예(古隸)에 비견해 보거나, 상하 장방형(長方形)의 소전체로부터 좌우 편방형(偏旁形)의 예서체로의 이행 과정 상에서 잠시 나타났던 파책(波磔)이 없는 고예체에 비견해 볼 수 있겠다. 그러나 엄밀히 말하면 중국의 서체와 서풍에 별로 영향받지 않은, 신라의 자생적, 토속적 서체ㆍ서풍이라 하겠다. 글자의 결구가 불균형의 조화를 이루면서, 토속적이고 서민적인 익살로 넉넉한 여유로움의 자유를 구현하는 무정형(無定形)적 서예미학을 창출하고 있다. 이는 어느 서체ㆍ서풍만을 고집하지 않고 전법(篆法)ㆍ예법(隸法)ㆍ해법(楷法)은 물론 행법(行法)까지도 두루 섭취ㆍ융합하여 불균형의 조화를 구현하고 있는 신라적 자생서예라고 하겠다.
이 비는 통일신라 이전 신라시대의 심미의식과 초기 신라 서예사를 밝히는 데 획기적 자료이다.
또한 이 비는 통일신라 이전의 역사와 문화 예술 연구에 귀중한 자료로 평가된다.

## 내용
중성리 신라비는 당시 왕경인이 현지인으로부터 빼앗았다 한 것을 돌려주라는 판결을 내리고 있다. 분쟁의 결과 조정에서 이를 재판하고, 그 판결을 고지한 내용이라는 것이다. 최종적으로 "두지豆智 사간지궁沙干支宮과 일부지궁日夫智宮이 빼앗았다 하는 것을 다시 모단벌牟旦伐과 훼(부) 작민作民 사간지沙干支에게 돌려주라"라는 판결이 내려졌으며, 이후 같은 일이 반복될시 중죄로 다스리겠다는 내용이 적혀있다.
다양한 출신의 다양한 계급의 인물들이 송사에 얽혀있어 당대 관등제를 연구하는데 사용된다.

### 본문
아래는 부산대학교 선석열의 해석본에 토대를 둔 것이다.
| 辛巳▨▨中折盧[䒑]▨…▨ |
| 신사년 (모월)중 절로(折盧)... |
| 喙部習智阿干支沙喙斯德智阿干支 |
| 훼부의 습지習智 아간지阿干支, 사훼부의 사덕지斯德智 아간지阿干支가                                                                                           |
| 敎沙喙尒抽智奈麻喙部卒智奈麻本牟子 |
| 사훼부 이추지尒抽智 나마奈麻, 훼부의 본지本智 나마奈麻에 교시하였다.                                                                                         |
| 喙沙利夷斯利白爭人喙評公斯弥沙喙夷須牟旦 |
| 훼(부) 사리沙利 이사리夷斯利가 아뢰기를, 분쟁 당사자는 훼(부) 평공 사미, 사훼(부) 이수夷須 모단벌牟旦伐..                                                    |
| 伐喙斯利壹伐皮末智本波喙柴干支弗乃壹伐金評 |
| .. 훼(부) 사리斯利 일벌壹伐 피말지皮末智, 본피훼本波喙 시간지柴干支, 불내弗乃 일벌壹伐 금평金評..                                                            |
| ▨干支祭智壹伐使人奈蘇毒只道使喙念牟智沙 |
| ▨간지, 제지祭智 일벌壹伐, 그리고 사인使人인 나소奈蘇와 독지毒只이다. 도사道使인 훼(부) 염모라지念牟智, 사훼(부)..                                            |
| 喙鄒須智世令于居伐壹斯利蘇豆古利村仇鄒列支 |
| .. 추수지鄒須智가 세간의 거벌居伐 일사리壹斯利, 소두고리촌蘇豆古利村 구추열지仇鄒列支                                                                        |
| 干支沸竹休壹金知那音支村卜岳干支走斤壹金知 |
| 간지, 비죽휴沸竹休 일금지壹金知, 나음지촌那音支村의 복악간지卜岳干支와 주근走斤 일금지壹金知에 명하노니,                                                     |
| 珍伐壹昔云豆智沙干支宮日夫智宮奪尒今更還 |
| 지난번 이른대로 두지豆智 사간지궁沙干支宮과 일부지궁日夫智宮이 빼앗았다 하는 것을 다시                                                                       |
| 牟旦伐喙作民沙干支使人果西牟利白口若後世更噵人者与重罪 |
| 모단벌牟旦伐과 훼(부) 작민作民 사간지沙干支에게 돌려주어라. 사인使人 과서모리果西牟利가 이르기를 만약 후세에 다시 말썽을 일으키는 이에게는 중죄를 줄 것이다. |
| 典書与牟豆故記 |
| 전서典書 여모두与牟豆가 그런고로 기록한다. |
| 沙喙心刀哩▨ |
| 사훼(부) 심도리心刀哩 ▨(새김) |

## 국보 승격사유
포항 중성리 신라비는 2009년 5월에 경상북도 포항시 북구 흥해읍 중성리에서 발견된 현존 최고(最古)의 신라비이다. 모양이 일정치 않은 화강암(花崗巖) 1면에서 전체 12행 20자로 음각(陰刻)된 도합 203자의 비문이 각자(刻字)되어 있다. 비석은 비면 상단부 일부와 우측면 일부가 떨어져 나갔을 뿐 비문의 대부분은 판독이 가능할 정도로 양호한 상태이다.
이 비의 비문은 신라 관등제의 성립과정, 신라 6부의 내부 구조, 신라의 지방통치와 분쟁 해결절차, 궁(宮)의 의미, 사건 판결후 재발 방지 조치 등 신라의 정치적·경제적·문화적 상황을 알려주고 있어 역사적·학술적으로 매우 중요한 가치를 지니고 있다고 평가되었다.
이 비의 글씨체는 예서로 분류되는데 , 고구려의 광개토대왕비와 통하는 고예서(古隸書)로서 신라 특유의 진솔미를 보여 준다. 가로획에서 수평을 유지하는 가운데 기울기가 거의 나타나지 않는 것에서 예서임을 알 수 있으며, 다소 보이는 해서의 필의(筆意)는 단양적성비같은 고해서(古楷書)로 변해가는 전초(顚草)이며 선구가 된다는 점에서, 그리고 냉수리비와 봉평비보다도 더욱 신라스럽다는 점에서 더욱 그 가치가 평가된다.
또한 제작시기도 지증왕 4(503)년의 <포항 냉수리 신라비> 보다도 2년이나 앞서는 신라 최고의 비이다. 더욱이 제작시기가 늦은 <울진 봉평리 신라비> (법흥왕 11, 524)도 이미 1988년에 국보 제242호로 지정되었고, <포항 냉수리 신라비> (지증왕 4, 503)도 1991년에 국보 제264호로 지정되어 관리되고 있다.
따라서 이와 같은 포항 중성리 신라비의 역사적·예술적·학술적 가치에 의거, 현재 보물 제1758호로 지정된 이 비를 국가문화재 국보로 승격 지정하여 연구하고 보존·관리할만한 가치가 있다고 판단되었다.

## 같이 보기
- 국립경주문화재연구소

## 참고 자료
- 포항 중성리 신라비 - 국가유산청 국가유산포털
- 이 문서에는 국립경주문화재연구소에서 공공누리 제1유형으로 배포된 〈자료〉를 바탕으로 한 내용이 포함되어 있습니다.